# Natação nos Jogos Olímpicos de Verão de 2008 - 100 m borboleta feminino
A competição dos 100 metros borboleta feminino nos Jogos Olímpicos de Verão de 2008 acontecem nos dias 9 e 11 de agosto no Centro Aquático Nacional de Pequim.

## Medalhistas
| Ouro   | AUS Lisbeth Trickett   |
| Prata  | USA Christine Magnuson |
| Bronze | AUS Jessicah Schipper  |

## Recordes
Antes desta competição, os recordes mundiais e olímpicos da prova eram os seguintes:
| Tipo | Atleta             | Tempo | Local  | Data                   | Ref |
| ---- | ------------------ | ----- | ------ | ---------------------- | --- |
|      | NED Inge de Bruijn | 56,61 | Sydney | 17 de setembro de 2000 | ver |
|      | NED Inge de Bruijn | 56,61 | Sydney | 17 de setembro de 2000 | ver |

## Eliminatórias
| #    | Nadadora                             | Tempo   | Eliminatória | Pista | Notas    |
| ---- | ------------------------------------ | ------- | ------------ | ----- | -------- |
| 1    | AUS Jessicah Schipper                | 57.58   | 6            | 4     | Q2       |
| .2.  | USA Christine Magnuson               | 57.70   | 5            | 4     | Q1       |
| .2.  | CHN Zhou Yafei                       | 57.70   | 6            | 3     | Q2 (AS*) |
| 4    | SIN Tao Li                           | 57.77   | 4            | 5     | Q1, AS   |
| 5    | BRA Gabriella Silva                  | 58.00   | 5            | 8     | Q2       |
| 6    | USA Elaine Breeden                   | 58.06   | 5            | 5     | Q1       |
| 7    | ITA Ilaria Bianchi                   | 58.12   | 4            | 1     | Q2       |
| 8    | RSA Lize-Mari Retief                 | 58.20   | 5            | 1     | Q1, AF   |
| 9    | NED Inge Dekker                      | 58.22   | 6            | 5     | Q2       |
| 10   | FRA Aurore Mongel                    | 58.30   | 7            | 7     | Q1       |
| 11   | RUS Natalia Sutyagina                | 58.32   | 5            | 6     | Q2       |
| 12   | AUS Lisbeth Trickett                 | 58.37   | 7            | 4     | Q1       |
| 13   | HUN Eszter Dara                      | 58.39   | 6            | 2     | Q2       |
| 14   | FRA Alena Popchanka                  | 58.40   | 7            | 2     | Q1       |
| 15   | DEN Jeanette Ottesen                 | 58.44   | 5            | 3     | Q2       |
| 16   | GBR Jemma Lowe                       | 58.49   | 7            | 5     | Q1       |
| 17   | POL Otylia Jędrzejczak               | 58.53   | 4            | 6     |          |
| .18. | RSA Mandy Loots                      | 58.61   | 4            | 2     | AF       |
| .18. | JPN Yuko Nakanishi                   | 58.61   | 5            | 2     |          |
| 20   | SLO Sara Isakovic                    | 58.68   | 4            | 4     |          |
| 21   | GBR Francesca Halsall                | 58.70   | 7            | 3     |          |
| 22   | RUS Irina Bespalova                  | 58.92   | 6            | 6     |          |
| 23   | JPN Yuka Kato                        | 58.94   | 6            | 7     |          |
| 24   | UKR Kateryna Zubkova                 | 58.99   | 4            | 3     |          |
| 25   | SVK Martina Moravcova                | 59.03   | 6            | 1     |          |
| 26   | AUT Birgit Koschischek               | 59.07   | 3            | 4     |          |
| 27   | SWE Sarah Sjöström                   | 59.08   | 7            | 6     |          |
| .28. | CAN Audrey Lacroix                   | 59:10   | 4            | 8     |          |
| .28. | DEN Micha Kathrine Østergaard Jensen | 59.10   | 6            | 8     |          |
| .30. | HKG Hannah Jane Arnett Wilson        | 59.35   | 3            | 1     |          |
| .30. | NED Chantal Groot                    | 59.35   | 5            | 7     |          |
| .32. | EST Triin Aljand                     | 59.43   | 2            | 4     | NR       |
| .32. | CHN Yanwei Xu                        | 59.43   | 7            | 8     |          |
| 34   | BRA Daynara de Paula                 | 59.45   | 4            | 7     |          |
| 35   | POR Sara Oliveira                    | 59.48   | 3            | 6     |          |
| 36   | ISR Anna Gostomelsky                 | 59.50   | 3            | 5     | PB       |
| 37   | NOR Ingvild Snildal                  | 59.86   | 3            | 2     |          |
| 38   | COL Carolina Colorado                | 1:00.06 | 3            | 7     |          |
| 39   | GER Daniela Samulski                 | 1:00.37 | 7            | 1     |          |
| 40   | KOR Choi Hye-Ra                      | 1:00.65 | 2            | 5     |          |
| 41   | GRE Eirini Kavarnou                  | 1:00.74 | 3            | 3     |          |
| 42   | ZIM Eliminatóriaher Brand            | 1:01.39 | 3            | 8     |          |
| 43   | TPE Chin-Kuei Yang                   | 1:01.60 | 2            | 6     |          |
| 44   | TUR Iris Rosenberger                 | 1:01.67 | 2            | 3     |          |
| 45   | CYP Natallia Hadjiloizou             | 1:01.80 | 2            | 2     |          |
| 46   | FIN Emilia Pikkarainen               | 1:02.31 | 2            | 7     |          |
| 47   | SEN Binta Zahra Diop                 | 1:04.26 | 1            | 5     |          |
| 48   | URU Antonella Scanavino              | 1:04.28 | 1            | 4     |          |
| 49   | SMR Simona Muccioli                  | 1:04.91 | 1            | 3     |          |

## Semi-finais
| #    | Nadadora               | Tempo | Semifinal | Pista | Notas |
| ---- | ---------------------- | ----- | --------- | ----- | ----- |
| 1    | AUS Lisbeth Trickett   | 57.05 | 1         | 7     | Q     |
| 2    | USA Christine Magnuson | 57.08 | 1         | 4     | Q, AM |
| 3    | AUS Jessicah Schipper  | 57.43 | 2         | 4     | Q     |
| 4    | SIN Tao Li             | 57.54 | 1         | 5     | Q, AS |
| 5    | CHN Zhou Yafei         | 57.68 | 2         | 5     | Q     |
| 6    | GBR Jemma Lowe         | 57.78 | 1         | 8     | Q     |
| 7    | NED Inge Dekker        | 58.20 | 2         | 2     | Q     |
| 8    | BRA Gabriella Silva    | 58.39 | 2         | 3     | Q     |
| 9    | FRA Aurore Mongel      | 58.46 | 1         | 2     |       |
| .10. | FRA Alena Popchanka    | 58.55 | 1         | 1     |       |
| .10. | USA Elaine Breeden     | 58.55 | 1         | 3     |       |
| 12   | RSA Lize-Mari Retief   | 58.63 | 1         | 6     |       |
| 13   | HUN Eszter Dara        | 58.84 | 2         | 1     |       |
| 14   | RUS Natalia Sutyagina  | 59.07 | 2         | 7     |       |
| 15   | DEN Jeanette Ottesen   | 59.29 | 2         | 8     |       |
|      | ITA Ilaria Bianchi     | DSQ   | 2         | 6     |       |

## Final
| # | Nadadora               | Tempo | Notas |
| - | ---------------------- | ----- | ----- |
| 1 | AUS Lisbeth Trickett   | 56.73 | OC    |
| 2 | USA Christine Magnuson | 57.10 |       |
| 3 | AUS Jessicah Schipper  | 57.25 |       |
| 4 | CHN Zhou Yafei         | 57.84 |       |
| 5 | SIN Tao Li             | 57.99 |       |
| 6 | GBR Jemma Lowe         | 58.06 |       |
| 7 | BRA Gabriella Silva    | 58.10 |       |
| 8 | NED Inge Dekker        | 58.54 |       |

Legenda
| Recorde mundial      | Recorde mundial (World record)               |                       | Recorde africano                      | Recorde africano (African) |                                           | Q | Classificado por posição (Qualified) |
| Recorde olímpico     | Recorde olímpico (Olympic record)            | Recorde da América    | Recorde da América (Americas)         | q                          | Classificado por melhor tempo (Qualified) |   |                                      |
| Melhor marca do ano  | Melhor marca do ano (World leading)          | Recorde asiático      | Recorde asiático (Asian)              | DNS                        | Não largou (Did not start)                |   |                                      |
| Recorde nacional     | Recorde nacional (National record)           | Recorde europeu       | Recorde europeu (European)            | DNF                        | Não terminou (Did not finish)             |   |                                      |
| Recorde pessoal      | Recorde pessoal do atleta (Personal best)    | Recorde da Oceania    | Recorde da Oceania (Oceania)          | DSQ / DQ                   | Desclassificado (Disqualified)            |   |                                      |
| Recorde da temporada | Recorde da temporada do atleta (Season best) | Recorde sul-americano | Recorde sul-americano (South America) | NM                         | Sem marca (No mark)                       |   |                                      |